# Uladsimir Dubrouschtschyk
Uladsimir Dubrouschtschyk (belarussisch Уладзімір Дуброўшчык, engl. Transkription Uladzimir Dubroushchyk, auch russisch Владимир Дубровщик – Wladimir Dubrowschtschik – Vladimir Dubrovshchik; * 7. Januar 1972 in Hrodna) ist ein ehemaliger belarussischer Diskuswerfer.
1991 gewann Dubrouschtschyk bei den Junioreneuropameisterschaften im Diskuswurf.
Bei den Europameisterschaften 1994 in Helsinki siegte er mit 64,78 m vor dem Russen Dmitri Schewtschenko mit 64,56 m und dem Deutschen Jürgen Schult mit 64,18 m und wurde somit der erste Europameister für Belarus.
1995 gewann er bei den Weltmeisterschaften in Göteborg mit 65,98 m die Silbermedaille hinter dem Deutschen Lars Riedel mit 68,76 m und vor seinem Landsmann Wassil Kapzjuch mit 65,88 m. Ebenfalls Silber gewann er bei den Olympischen Spielen 1996 in Atlanta. Mit 66,60 m lag er erneut hinter Riedel mit 69,40 m und vor Kapzjuch mit 65,80 m. In Athen bei den Weltmeisterschaften 1997 belegte Dubrowschtschik mit 66,12 m den vierten Platz, nur zwei Zentimeter hinter dem drittplatzierten Jürgen Schult, und gewann im selben Jahr bei der Universiade.
Bei den Europameisterschaften 1998 in Budapest konnte er seinen Titel von 1994 nicht verteidigen. Mit 63,96 m belegte er den sechsten Platz. Mit 64,00 m erreichte er bei den Weltmeisterschaften 1999 in Sevilla den siebten Rang. Die gleiche Platzierung erwarf er sich auch mit 65,13 m bei den Olympischen Spielen 2000 in Sydney. Nach der Saison 2001 beendete er seine Karriere.
Dubrouschtschyk war belarussischer Meister in den Jahren 1993–1996 sowie 1999. Seine Bestweite von 69,28 m warf er am 3. Juni 2000 in Minsk.
Uladsimir Dubrouschtschyk ist 1,91 m groß und wog zu Wettkampfzeiten 115 kg.